# حسن جون
حسن جون هي قرية في مقاطعة طالقان، إيران. عدد سكان هذه القرية هو 741 في سنة 2006.